# Moraleja de las Panaderas
Moraleja de las Panaderas település Spanyolországban, Valladolid tartományban. Moraleja de las Panaderas Medina del Campo, Pozal de Gallinas, Olmedo, La Zarza, Valladolid és Ramiro, Valladolid községekkel határos. Lakosainak száma 38 fő (2024).

## Népesség
A település népessége az utóbbi években az alábbiak szerint változott:
| Lakosok száma | 34   | 34   | 48   | 42   | 42   | 41   | 41   | 42   | 42   | 38   |
|               | 2001 | 2004 | 2007 | 2009 | 2012 | 2014 | 2017 | 2019 | 2022 | 2024 |